# 津軽地方
| 津軽地方のデータ |                                                  |
| 面積             | 4828.08 km2 （全県比：50.06%） （2010年10月1日） |
| 国勢調査         | 774,617 人 （全県比：56.4%） （2010年10月1日）   |
| 推計人口         | 644,948 人 （全県比：55.7%） （2025年3月1日）    |

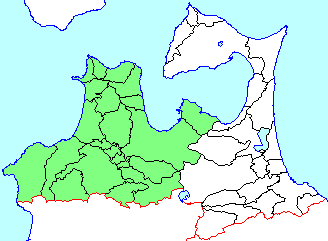
■緑 ： 津軽地方
■白 ： 南部地方

津軽地方（つがるちほう）とは、現在の青森県西部を指して言う地域呼称。江戸時代に津軽氏が支配した領域（弘前藩・黒石藩の領域）および津軽郡の領域にほぼ相当する。
明治維新で陸奥国（むつのくに）が分割されて設置された陸奥国（りくおうのくに。青森県全域と岩手県西北部）の異称「津軽国」とは異なる。

## 定義・区分
津軽郡や津軽氏領の弘前藩・黒石藩の範囲については当該記事を参照。
広義の津軽地方は、弘前市を中心にした南部の「中弘南黒（ちゅうこうなんこく）地区」、五所川原市を中心とした北西部の「西北五（せいほくご）地区」、青森市を中心とした北東部の「東青（とうせい）地区」の3つの地区で構成される。津軽と呼ばれる地域が津軽平野南部から拡大してきた歴史的な経緯から、中心を中弘南黒地区と見て、中弘南黒地区のみ、あるいは、中弘南黒地区と西北五地区の2つの地区で狭義の津軽地方とする場合もある。狭義を用いる場合は、東青地区は「青森地方」などと呼ぶ。また、岩木川がつくる津軽平野を中心とした地域圏と認識される場合もある。なお、西北五地区から津軽半島にかけての地域を奥津軽と呼ぶこともある。
夏泊半島（平内町地域）は鎌倉時代の初めまでは糠部郡の一部であり、陸奥湾岸（青森市と東津軽郡の地域）は外ヶ浜といわれ、中世までは津軽に含めないこともあったが、近世以降は津軽郡が設置されてその一部となった。
また、西南端域（旧岩崎村地域）は中世までは出羽国檜山郡に含まれていたと推定されているが、慶長8年（1603年）に津軽氏と佐竹氏の交渉により津軽領となった。
| 地域呼称 | 地域呼称          | 地域呼称          | 地域呼称 | 郡 | 郡       | 市 | 市            | 青森県地域区分図 |
| -------- | ----------------- | ----------------- | -------- | -- | -------- | -- | ------------- | ---------------- |
| 津軽地方 | 青森地方          | 東青              | 東青     |    | 東津軽郡 |    | 青森市        |                  |
| 津軽地方 | 津軽地方 （狭義） | 中弘南黒 （中南） | 中弘     |    | 中津軽郡 |    | 弘前市        |                  |
| 津軽地方 | 津軽地方 （狭義） | 中弘南黒 （中南） | 南黒     |    | 南津軽郡 |    | 黒石市 平川市 |                  |
| 津軽地方 | 津軽地方 （狭義） | 西北五 （西北）   |          |    | 西津軽郡 |    | つがる市      |                  |
| 津軽地方 | 津軽地方 （狭義） | 西北五 （西北）   | 北五     |    | 北津軽郡 |    | 五所川原市    |                  |

### 青森県庁
2006年（平成18年）4月に青森県庁は県内を6つの地区に区分し、各地域に総合的な出先機関である地域県民局を設置したが、これら地域県民局は2025年（令和7年）3月31日で廃止された。
以下の3つの地区が広義の津軽地方に相当した。
| 名称           | 所管区域                                   | 面積 (km2) | 人口 （人） |
| -------------- | ------------------------------------------ | ---------- | ----------- |
| 東青地域県民局 | 青森市、東津軽郡                           | 1477.37    | 276,830     |
| 中南地域県民局 | 弘前市、黒石市、平川市、中津軽郡、南津軽郡 | 1555.92    | 246,894     |
| 西北地域県民局 | 五所川原市、つがる市、西津軽郡、北津軽郡   | 1794.79    | 121,224     |

- 地域県民局の所在都市は太字。
- 面積は2010年（平成22年）10月1日現在[1]
- 人口は2025年3月1日現在の推計人口[2]。

### 気象庁
気象庁の地域区分 では、広義の津軽地方が一次細分区域の「津軽」と定義される。二次細分区域では、西北五地区が「北五津軽」と「西津軽」に2分割される。東青地区は「東青津軽」、中弘南黒地区は「中南津軽」に相当する。
| 一次細分区域 | 二次細分区域 | 該当自治体                                                                        |
| ------------ | ------------ | --------------------------------------------------------------------------------- |
| 津軽         | 東青津軽     | 青森市、東津軽郡（平内町、今別町、蓬田村、外ヶ浜町）                              |
| 津軽         | 北五津軽     | 五所川原市、北津軽郡（板柳町、鶴田町、中泊町）                                    |
| 津軽         | 西津軽       | つがる市、西津軽郡（鰺ヶ沢町、深浦町）                                            |
| 津軽         | 中南津軽     | 弘前市、黒石市、平川市 中津軽郡（西目屋村）、南津軽郡（藤崎町、大鰐町、田舎館村） |

## 拠点の変遷
中世には岩木川河口の十三湊があった「西北五地区」が貿易（国際・国内）で活況を呈したが、南部氏の侵入により衰退した。
江戸時代には弘前城が置かれ城下町が開かれた弘前のある「中弘南黒地区」が中心になった。日本海側の鰺ヶ沢・深浦は北前船の寄港地となって栄えた。特に、鰺ヶ沢は津軽産米の積出港として、最も重要視された。
明治時代になり、廃藩置県により旧藩を引き継いだ弘前県（弘前藩）、黒石県（黒石藩）、斗南県（斗南藩）、七戸県（七戸藩）、八戸県（八戸藩）と北海道渡島半島の館県（館藩）の6県が合併し、弘前県が成立した。この際に県庁は弘前に置かれたが、初代県大参事の野田豁通が県庁を現在の青森市に移転し、県名を青森県とすることを決定した。さらに本州の鉄道の北のターミナル、および北海道との窓口となって青函連絡船が就航するようになったため、青森が存在感を増すことになった。
その後、弘前市は陸軍第八師団と旧制弘前高校を擁した軍事・学園都市として、1889年（明治22年）の統計では、弘前市は人口30,487人で全国29位、東北地方では仙台市、盛岡市に次いで3位だった。 戦後、日本軍の解体により第八師団も解散したが、弘前大学が新設されたことから、弘前市は引き続き学園都市としての性格を保ち続けている。
白神山地の世界遺産登録を期に、弘前ねぷた・平川ねぷた・黒石ねぷた・五所川原立佞武多をはじめとするねぷたなどの文化や雄大な自然を有する津軽地方は、観光地として集客能力を増している。

## 気候
日本海側気候であり、冬に雪が多いのが最大の特徴である。山間部の積雪量が多い。
夏は最高気温が30度程度まで上がる日もあるが、それほど暑さは長続きしない。盆地の形状に似た南部の「中弘南黒地区」はフェーン現象が発生して気温が高い一方、「西北五地区」「東青地区」では、しばしばやませの影響を受け、気温が上がらず、農作物に影響が出る年もある。ただし、やませが直接吹き付ける南部地方（青森県の東半分）に比べれば気温は高い。
天気予報の地域区分については#気象庁を参照。

## 歴史
歴史文献では655年『日本書紀』の斉明天皇元年から登場し、畿内から最も遠い蝦夷の居住地が「津苅」「東日流」「津刈」「都加留」などと表記されている。中世には「平賀郡（津軽平賀郡）」「鼻和郡（津軽鼻和郡）」「田舎郡（津軽田舎郡）」の3つの郡（山辺郡（津軽山辺郡）」が分立していた時期は4つの郡）に分けて把握され、「津軽三郡」（または「津軽四郡」）と言われた。
鎌倉時代は北条得宗領として安東氏などが支配したが、14世紀になると、南部氏が支配するようになる。戦国時代に津軽氏が支配した。近世になると、それまでの「平賀郡」「鼻和郡」「田舎郡」の3郡がまとめられて「津軽郡」となる。明治維新のあと、青森県の一部となる。1878年（明治11年）、東津軽郡・西津軽郡・南津軽郡・北津軽郡・中津軽郡に分けられた。